# Tchaké
Tchaké est une localité et une commune rurale du Niger, département de Mayahi, région de Maradi.

## Géographie
La localité de Tchakyé est située à 25 km au nord du chef-lieu départemental Mayahi.
| Guidan Amoumoune | Tagriss |                        |
| Guidan Amoumoune | Tchaké  | El Allassane Maïreyrey |
| Attantané        | Mayahi  |                        |

## Histoire
La commune rurale de Tchaké instaurée en 2002, est issue de la partie nord-ouest du canton de Kanan-Bakaché.

## Population
Lors du recensement général de 2012, la population communale est relevée à 40 502 habitants, dont 3 410 habitants pour la localité chef-lieu communal.

## Localités
La commune s'étend sur 22 villages, 45 hameaux et sept camps au centre-nord du département de Mayahi.

## Services et infrastructures
- Centre de Santé Intégré (CSI) à Tchaké, Dan Baou et Makesso[5].
- Collège d'enseignement général (CEG) à Tchaké.
- Centre de formation des métiers (CFM) à Tchaké.